# Luigi Sartor
Luigi Sartor (Treviso, 20 de janeiro de 1975) é um ex-futebolista profissional italiano que atuava como defensor.

## Carreira
Luigi Sartor começou na Juventus de Turim.

## Seleção
Ele representou a Seleção Italiana de Futebol nas Olimpíadas de 1996.